# Aimophila rufescens
Aimophila rufescens là một loài chim trong họ Emberizidae.
Loài chim này được tìm thấy ở Belize, Costa Rica, El Salvador, Guatemala, Honduras, Mexico và Nicaragua. Môi trường sống tự nhiên của chúng là rừng nhiệt đới hoặc cận nhiệt đới khô, rừng núi ẩm nhiệt đới hoặc cận nhiệt đới và rừng cây bụi ở độ cao cao nhiệt đới và cận nhiệt đới.

## Hình ảnh

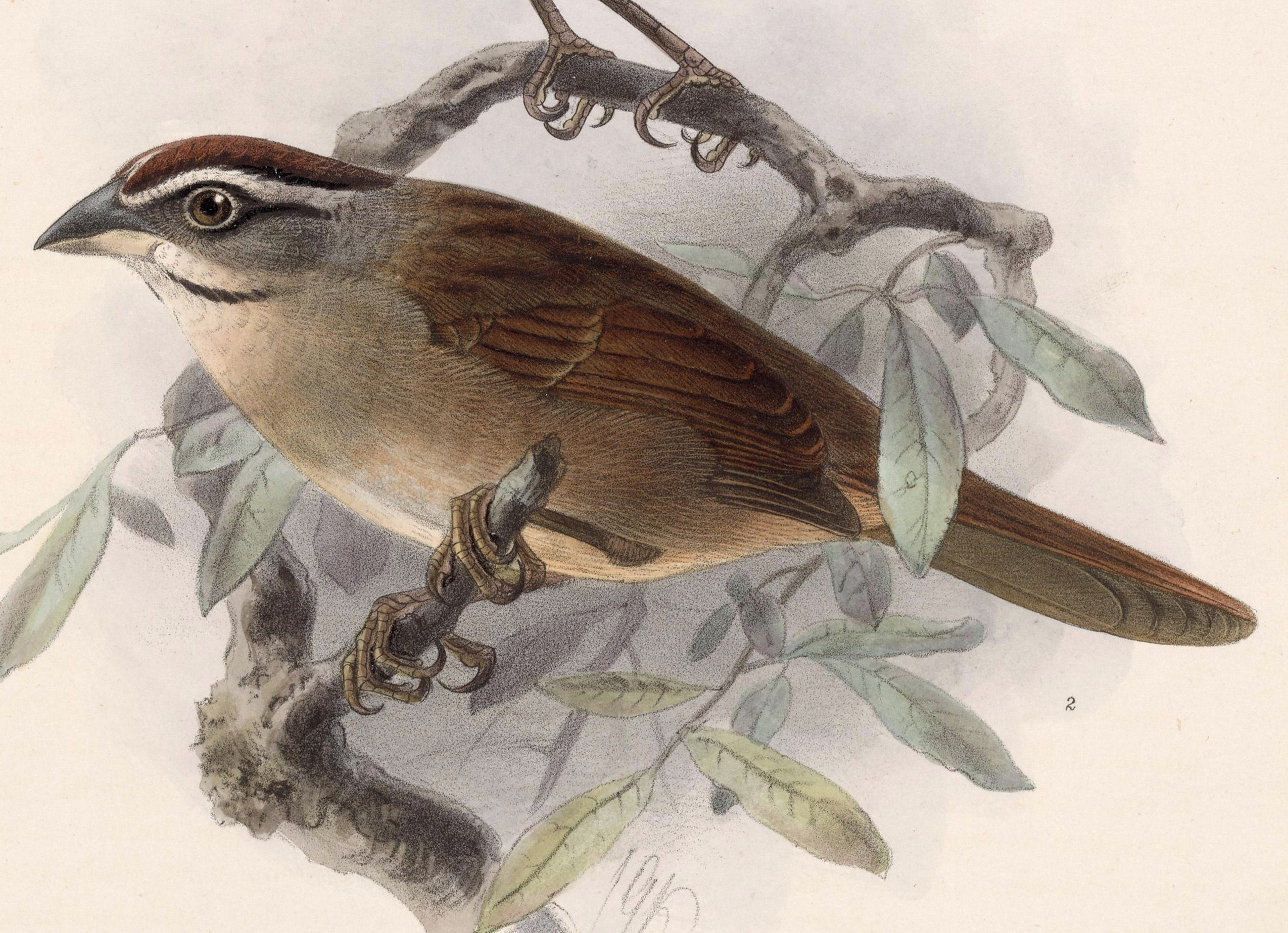
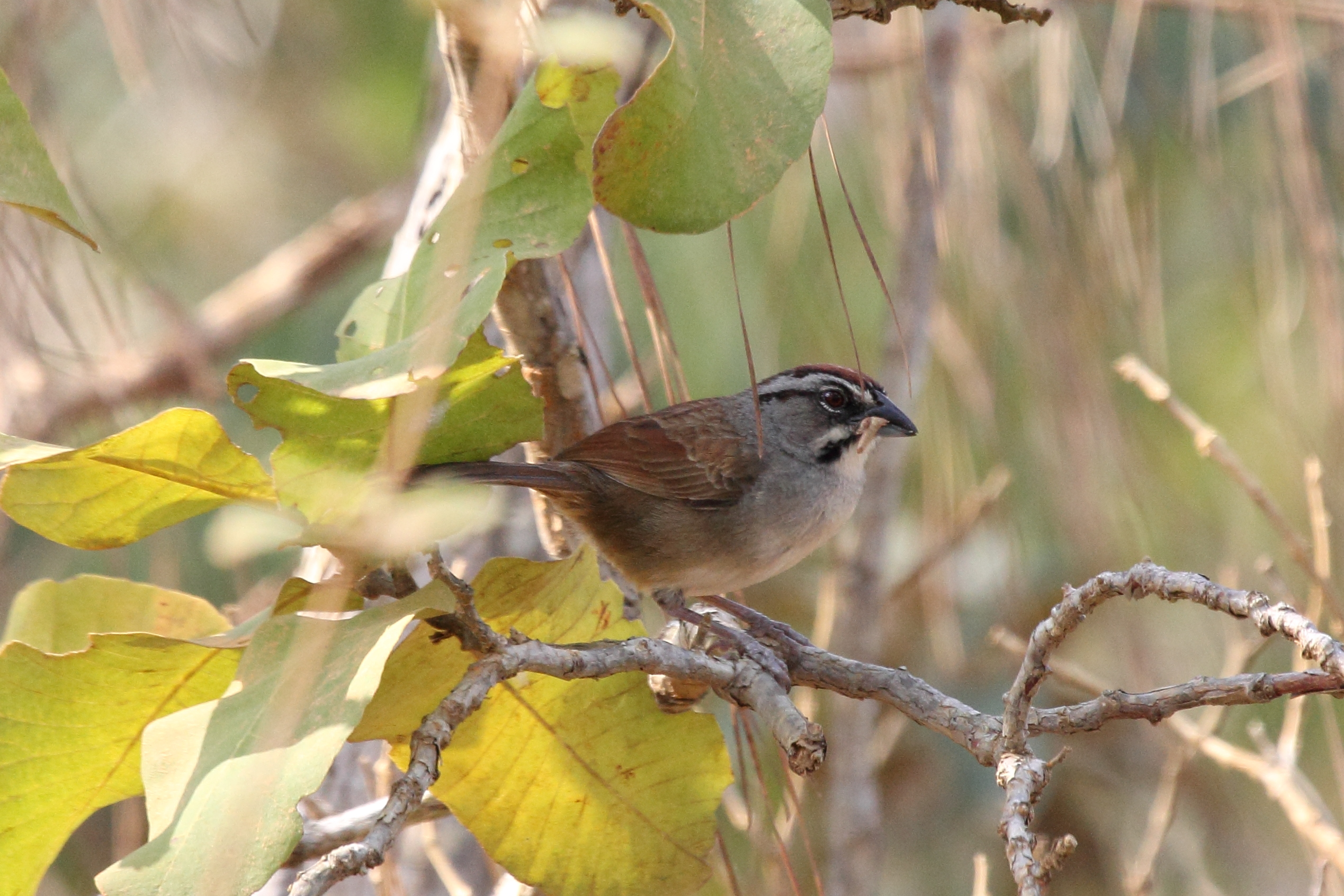